# Rakunasti pes
Rakunasti pes, tudi rakunji pes ali enok (znanstveno ime Nyctereutes procyonoides) je majhna zver iz družine psov. Zelo podoben je rakunu, vendar z njim ni v sorodu.
Tehta do 8 kg (v povprečju sedem), ima črno-rjavo črtast kožuh z dolgo dlako, črno obrazno masko ter noge in rep s črnimi črtami. Gobec je dolg in koničast, na licih je dlaka daljša. Rep je razmeroma kratek in porasel z dolgo dlako. Opazna je razlika med postavo preko leta, ko so živali vitke, in jeseni, ko nabirajo zaloge maščevja in jim požene debelejša dlaka.
Je vsejeda žival, njegova prehrana je nenavadno raznolika za pripadnika psov. Prehranjuje se s sadjem, žuželkami, nevretenčarji in včasih tudi z majhnimi sesalci ter ptiči. Sezonsko se prehrana spreminja glede na dostopnost posamezne vrste hrane, brez strahu pa stikajo tudi v bližini človekovih bivališč. So oportunisti, hrano iščejo pri tleh, sposobni pa so splezati tudi na drevo.
Rakunasti pes je edini predstavnik psov, ki pozimi hibernira, in eden večjih hibernatorjev, vendar hibernirajo le tisti, ki živijo v severnem delu območja razširjenosti. Da preživijo zimo, morajo nabrati dovolj zalog, pri čemer so uspešni predvsem zato, ker se prehranjujejo tako raznoliko. Jeseni tako povečajo svojo težo za polovico.

## Razmnoževanje
So monogamne živali, kjer se veza med samcem in samico vzpostavi za vse življenje. Par si deli teritorij in lovišče ter družno skrbi za mladiče. S teritorija, katerega velikost je odvisna od količine hrane, preganjata vse vsiljivce.
Parijo se enkrat letno, zgodaj spomladi; v brlogu, ki ga prevzamejo od jazbecev oz. lisic ali izkopljejo sami v peščeni podlagi, skoti samica okrog 9 mladičev, kar je veliko za predstavnika psov. V severnih predelih območja razširjenosti in na Japonskem je število mladičev v leglu manjše, prav tako imajo manjše možnosti za preživetje v krajih z ostrimi zimami.
Živijo sedem do osem let, v ujetništvu do trinajst. Samica lahko skoti po eno leglo vsako leto, spolna zrelost nastopi po prvem letu življenja. Uspešno se parijo tudi v ujetništvu.

## Razširjenost
Izvorno je razširjen v vzhodni Aziji, na Daljnem vzhodu, Kitajskem, Japonskem in v severni Indokini. Med letoma 1931 in 1955 so vrsto naselili v evropskem delu nekdanje Sovjetske zveze kot lovno žival zaradi njenega kožuha, ki je uporaben za izdelovanje krzna. Od tam se je hitro razširil proti zahodu in danes je pogost v baltskih državah, posamezne osebke pa so opazili tudi v Franciji in Italiji.
Za Slovenijo obstajajo trije zanesljivi podatki o pojavljanju rakunastega psa iz jugozahodnega dela države in s Krima. Zaenkrat ni znano, ali se je vrsta sem razširila z vzhoda ali gre za pobegle osebke iz gojišč. Po slovenski zakonodaji se šteje za lovno divjad.

## Taksonomija
Trenutno je prepoznanih šest podvrst:
- N. p. koreensis (Mori, 1922) - Korejski polotok
- N. p. orestes (Thomas, 1923) - Junan (Ljudska republika Kitajska)
- N. p. ussuriensis (Matschie, 1907) - južna Sibirija (Rusija)
- N. p. albus (Beard, 1904) - Hokaido, Japonska
- N. p. viverrinus (Temminck, 1838) - preostali del Japonske
- N. p. procyonoides (Temminck, 1838) - preostali del Azije

Nekateri znanstveniki so mnenja, da japonski podvrsti zaslužita status samostojne vrste, saj se razlikujeta od ostalih po telesnih merah, številu kromosomov in velikosti legla. Evropski primerki pripadajo podvrsti N. p. ussuriensis.